# SCRIPT
SCRIPT（スクリプト）は、佐々木收と渡邊崇尉の2名からなる音楽ユニット。現在は活動休止中。

## メンバー
- 佐々木 收（ささき おさむ、1971年10月26日 - ）：ボーカル・ギター 岩手県盛岡市出身　二松学舎大学卒業
"首謀者01（ゼロワン）" シングルA面曲をはじめとし、SCRIPTの多数の楽曲を手掛ける。
楽曲提供などのソロ活動で「ササキオサム」の名義も併用。旧芸名「佐々木収（読み同じ）」。
- 渡邊 崇尉（わたなべ たかやす 、1971年1月29日 - ）：ベース 東京都練馬区出身
"首謀者02（ゼロツー）" 主にカップリング曲を手掛ける。一部の楽曲ではボーカルも担当。

## 来歴
- 1999年 解散したMOON CHILDの佐々木收、渡辺崇尉が1999年4月に結成。
- 2000年 インディーズ活動を経て「トーキングヘッズ」でキティMMEよりメジャーデビュー。
- 2003年 再びインディーズに活動の場を移す。同年、3枚のアルバムをリリース。
- 2004年 佐々木は元The Kaleidoscopeの石田匠とRicken'sを結成。2007年2月に活動休止。
- 2005年 佐々木が「ササキオサム」名義でAAAのデビュー曲「BLOOD on FIRE」に作詞提供。その他の楽曲提供は後述参照。
- 2012年 活動休止。

## ディスコグラフィ
- 『10strokes』以降のアルバムは収録楽曲の版権をビクターミュージックアーツが管理しているためか、一部のダウンロード配信サイトではビクターエンタテインメントを発売元とする配信限定アルバムという扱いが取られている。

### シングル
1. トーキングヘッズ (2000年12月6日)キティMME
2. Stripe Blue (2001年5月30日)キティMME
3. Inspiration (2001年9月27日)キティMME
4. サイレン (2001年11月28日)キティMME
5. STRANGER (2002年4月24日)キティMME
6. 青春グローリー (2005年2月2日)インターチャネル
7. ベイビーロマンチカ (2008年5月21日)フロンティアワークス
8. コールドブルー（2010年11月5日）AFD RECORDS

### アルバム
1. gentleman's lib (2000年1月21日)AFD RECORDS
2. SCRIPT IS HERE (2001年1月24日)キティMME
3. Body Language (2001年11月28日)キティMME
4. SCRIPT domestic industry I Fantastic or Drastic (2003年1月24日)AFD RECORDS
5. SCRIPT domestic industry II Ultimate or Incomplete (2003年5月23日)AFD RECORDS
6. SCRIPT domestic industry III Nature or Man-made (2003年11月21日)AFD RECORDS
7. 10strokes (2006年11月3日)AFD RECORDS
8. THE NEWEST VISTA (2008年3月7日)AFD RECORDS
9. SKYROCKETS (2010年3月5日)AFD RECORDS

### パイロット盤
- Frontier Spirits (2002年12月6日)(ライブ会場限定発売 1000枚限定)　※「Fantastic or Drastic」のパイロット盤
- LIVE IN THE FUTURE (2007年12月15日)　※「THE NEWEST VISTA」のパイロット盤
- Free Fall (2009年10月3日)　※「SKYROCKETS」のパイロット盤

### DVD
- SCRIPT Rock Inventions〜MUSIC VIDEO CLIPS〜 (2004年8月29日)　※通販限定発売
キティMME時代のシングル曲と、インディーズで発表した曲のプロモーションビデオを収録。完売につき現在は入手不可。

## タイアップ一覧
| 使用年 | 曲名               | タイアップ                                                                      |
| ------ | ------------------ | ------------------------------------------------------------------------------- |
| 2000年 | トーキングヘッズ   | TBS系『王様のブランチ』11月度エンディングテーマ                                 |
| 2001年 | FULL METAL PAIN    | NHK-BS2『BEAT MOTION』エンディングテーマ                                        |
| 2001年 | Stripe Blue        | TBS系『ここがヘンだよ日本人』エンディングテーマ                                 |
| 2001年 | Inspiration        | TBS系『COUNT DOWN TV』2001年9月度オープニングテーマ                             |
| 2002年 | サイレン           | WOWOW『MUSIC TRIBE 2002』エンディングテーマ                                     |
| 2002年 | STRANGER           | テレビ朝日系『完売劇場』エンディングテーマ                                      |
| 2005年 | 青春グローリー     | 松竹配給アニメ映画『劇場版 テニスの王子様 二人のサムライ The First Game』主題歌 |
| 2008年 | ベイビーロマンチカ | UHFアニメ『純情ロマンチカ』第1期エンディングテーマ                              |

## その他の活動
佐々木単独のものは佐々木収の記事参照。
- 2004.12.15 長瀬実夕/シングル「snowy love」作曲（渡邊崇尉）
- 2005.03.25 江戸川すず（水樹奈々）/アルバム『tactics サウンドファイル vol.2』収録「たったひとつの空」作曲・編曲（渡邊崇尉）
- 2008.04.23 イケメン侍/シングル「Dear Prince〜テニスの王子様達へ〜」作曲（佐々木收）、編曲（SCRIPT）
- 2008.06.25 SHIPS/シングル「TOKYO FRIEND☆SHIPS」作詞・作曲・編曲・コーラス（ササキオサム）　渡邊崇尉がベーシストとして参加